# Whakaari/Ilha Branca
Whakaari/Ilha Branca (em maori: Te Puia Whakaari, lit. "o vulcão dramático"; em inglês: Whakaari/White Island) é um vulcão andesito ativo do tipo estratovulcão situado a 48 quilômetros (km) da costa leste da Ilha Norte da Nova Zelândia, na Baía de Plenty. A ilha, que possui uma área de aproximadamente 325 hectares (ha), é apenas o pico de um grande vulcão submarino.
A ilha é o cone vulcânico mais ativo da Nova Zelândia, e foi esculpida pela atividade vulcânica contínua ao longo dos últimos 150 000 anos. As cidades continentais mais próximas são Whakatane e Tauranga. A ilha está em um estágio quase contínuo de liberação de gás vulcânico pelo menos desde quando foi avistada por James Cook em 1769. O Whakaari entrou em erupção continuamente de dezembro de 1975 até setembro de 2000, com eventos pontuais voltando a ocorrer a partir de 2012.
Enxofre foi extraído na ilha até a década de 1930. Dez mineiros morreram em 1914 depois do desabamento de uma parede da cratera.
Uma grande erupção ocorreu às 14h11min do dia 9 de dezembro de 2019 (UTC+12), resultando em 22 mortes, incluindo duas pessoas desaparecidas e dadas como mortas. Além disso, 25 sobreviventes ficaram feridos, muitos com gravidade e com queimaduras graves. 47 pessoas estavam na ilha quando ela entrou em erupção. Uma segunda erupção veio em sequência à primeira.

## Geografia

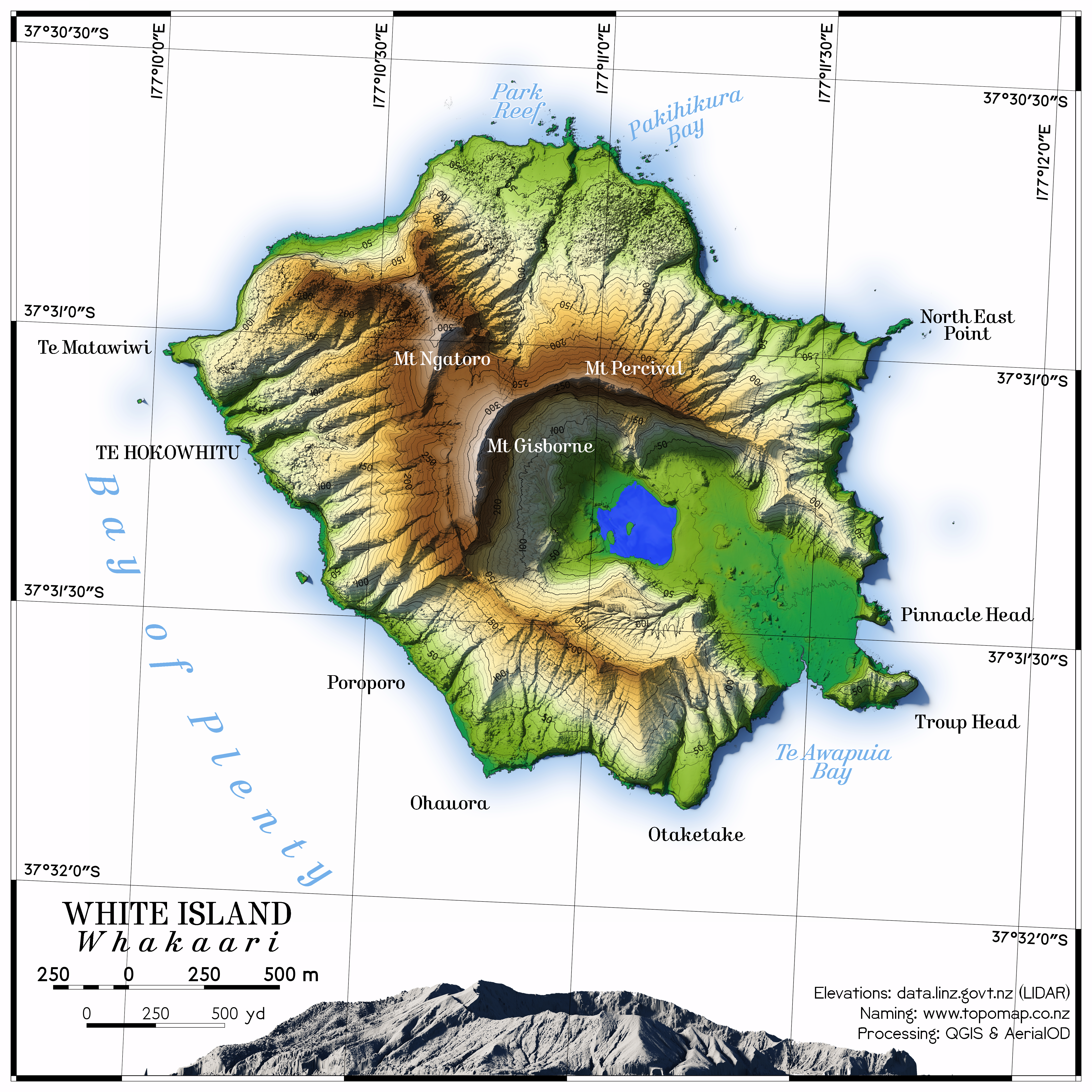
Mapa topográfico do Whakaari/Ilha Branca

Whakaari/Ilha Branca tem um formato oval irregular, com um comprimento (noroeste-sudeste) de 3 km e largura de 2 km, e cobre uma área de aproximadamente 325 ha. Está localizado na Baía de Plenty, a 48 km do continente da Ilha Norte, ao norte da cidade de Opotiki e ao norte-nordeste de Whakatane. A cratera ativa da ilha fica a sudeste do centro e contém um lago ácido. A cratera tem uma borda afiada a noroeste, com seu ponto mais elevado sendo o Monte Gisborne, com 321 metros (m) de altitude a oeste. Esse também é o ponto mais elevado de toda a ilha. O Monte Percival, com 283 m, forma a parte norte da borda. A noroeste se encontra uma formação mais antiga, o Monte Ngatoro, com 310 m. A ilha exposta é apenas o pico de um vulcão submarino muito maior, que se eleva até 1 600 m acima do fundo do mar próximo.
A ilha é predominantemente acidentada, com penhascos ao redor da maior parte da costa. As exceções são a sudeste da cratera, onde encostas de cinzas e pedras descem até a Baía de Te Awapuia (também conhecida como Baía da Cratera), o local de edificações abandonadas e o cais. Esta baía fica entre uma elevação proeminente, no extremo sudeste da ilha, conhecida como Troup Head, e o ponto mais ao sul, Otaketake, que é o local de uma das colônias de morus existentes. Outra colônia existe em Te Hokowhitu, o penhasco que forma grande parte da costa oeste.
Vários recifes rochosos e ilhotas estão localizados ao longo da costa nordeste da ilha, e também há um recife rochoso em Troup Head. Uma pequena ilhota, Club Rocks, fica a 800 m ao sul de Otaketake. Ela consiste em um conjunto de quatro rocas que se elevam a cerca de 20 m acima do nível do mar. Além disso, quatro rocas conhecidas em conjunto como Te Paepae o Aotea ou Volkner Rocks, encontram-se a 5 km a noroeste do Whakaari/Ilha Branca. Três dessas rocas se elevam do fundo do mar, com menos de 100 m abaixo do nível do mar e a uma altitude máxima de 113 m acima do nível do mar. A quarta roca é apenas um topo erodido.

### Clima
| Dados climatológicos para Whakaari/Ilha Branca (2007–2019) | Dados climatológicos para Whakaari/Ilha Branca (2007–2019) | Dados climatológicos para Whakaari/Ilha Branca (2007–2019) | Dados climatológicos para Whakaari/Ilha Branca (2007–2019) | Dados climatológicos para Whakaari/Ilha Branca (2007–2019) | Dados climatológicos para Whakaari/Ilha Branca (2007–2019) | Dados climatológicos para Whakaari/Ilha Branca (2007–2019) | Dados climatológicos para Whakaari/Ilha Branca (2007–2019) | Dados climatológicos para Whakaari/Ilha Branca (2007–2019) | Dados climatológicos para Whakaari/Ilha Branca (2007–2019) | Dados climatológicos para Whakaari/Ilha Branca (2007–2019) | Dados climatológicos para Whakaari/Ilha Branca (2007–2019) | Dados climatológicos para Whakaari/Ilha Branca (2007–2019) | Dados climatológicos para Whakaari/Ilha Branca (2007–2019) |
| Mês                                                        | Jan                                                        | Fev                                                        | Mar                                                        | Abr                                                        | Mai                                                        | Jun                                                        | Jul                                                        | Ago                                                        | Set                                                        | Out                                                        | Nov                                                        | Dez                                                        |                                                            |
| ---------------------------------------------------------- | ---------------------------------------------------------- | ---------------------------------------------------------- | ---------------------------------------------------------- | ---------------------------------------------------------- | ---------------------------------------------------------- | ---------------------------------------------------------- | ---------------------------------------------------------- | ---------------------------------------------------------- | ---------------------------------------------------------- | ---------------------------------------------------------- | ---------------------------------------------------------- | ---------------------------------------------------------- | ---------------------------------------------------------- |
| Temperatura máxima média (°C)                              | 21,5                                                       | 22                                                         | 20,7                                                       | 18,5                                                       | 15,8                                                       | 13,3                                                       | 12,6                                                       | 13,1                                                       | 14,1                                                       | 15,3                                                       | 17,8                                                       | 19,6                                                       |                                                            |
| Temperatura média (°C)                                     | 15,5                                                       | 16,1                                                       | 15,1                                                       | 13,5                                                       | 11,4                                                       | 9,4                                                        | 8,7                                                        | 8,9                                                        | 9,3                                                        | 9,7                                                        | 11,8                                                       | 14                                                         |                                                            |
| Temperatura mínima média (°C)                              | 18,5                                                       | 19,1                                                       | 17,9                                                       | 16                                                         | 13,6                                                       | 11,3                                                       | 10,6                                                       | 11                                                         | 11,7                                                       | 12,5                                                       | 14,7                                                       | 16,8                                                       |                                                            |
| Fonte: NIWA                                                |                                                            |                                                            |                                                            |                                                            |                                                            |                                                            |                                                            |                                                            |                                                            |                                                            |                                                            |                                                            |                                                            |

## Geologia
Whakaari/Ilha Branca é um estratovulcão andesito-dacito que consiste em dois cones vulcânicos sobrepostos, que são os cones Ngatoro e Central. O cone Ngatoro está extinto e parcialmente erodido. O cone Central, por sua vez, é um cone ativo em forma de um anfiteatro. A cratera do cone Central está aberta a sudeste, como resultado de grandes deslizamentos de flanco envolvendo rochas hidrotermicamente alteradas, além de erupções freáticas e freatomagmáticas no passado. Ambos os cones Ngatoro e Central são compostos por camadas alternadas de fluxos de lava, tufos, aglomerados, piroclasto, diques ígneos e brecha. Alguns desses estratos foram alterados em vários graus por fluidos e gases hidrotermais altamente corrosivos e ácidos.
O piso da cratera moderna de Whakaari/Ilha Branca fica a menos de 30 metros (98 pés) acima do nível do mar e é coberto de maneira massiva por material do deslizamento de detritos de 1914. A cratera principal contém três subcrateras coalescentes, que estão alinhadas em noroeste–sudeste dentro do Cone Central em formato de anfiteatro. O mar aberto rompeu a parede sudeste da cratera em três lugares para formar as baías Shark, Te Awapuia e Wilson, das quais Troup Head e Pinnacle Head são separadas. Explosões hidrotermais fracas, semicontínuas e de longa duração, semelhantes às que ocorrem na subcratera ocidental atualmente, são responsáveis por terem formado essas três baías como crateras de explosão hidrotermal.
Whakaari/Ilha Branca e as ilhotas ao redor são os picos emergentes de um vulcão submarino maior, de 16 por 18 quilômetros. É conhecido como Vulcão Ilha Branca e tem um volume total de 78 km³. A batimetria que cerca o pico emergente de Whakaari/Ilha Branca consiste em uma plataforma larga e inclinada que se estende do nível do mar até aproximadamente 80 metros de profundidade. Margens íngremes definem a extensão do vulcão submarino a profundidades de 300–400 metros.
A cratera em forma de anfiteatro do cone Central moderno foi criada pelo colapso do cone antigo do Vulcão Ilha Branca a sudoeste. Com base na extrapolação de dados de contorno GIS de 20 m a envolver a cratera atual e para cima com um ângulo máximo de declive de 30°, infere-se que o cume que existia anteriormente ao colapso tinha entre 500 e 600 metros de altura. Dados de varredura lateral e batimétricos indicam possíveis fluxos de detritos associados a esse colapso que podem ser rastreados até a cratera atual em Ilha Branca. Um desses fluxos de detritos saiu da cratera no lado sul de Troup Head em direção sudeste. Produziu lóbulos bem definidos cobertos de pedras no fundo do mar. Outro fluxo de detritos saiu da cratera moderna no lado norte de Troup Head em direção leste em águas profundas através vales submarinos. Produziu depósitos de preenchimento de vale cobertos de pedras. O último fluxo de detritos foi grande o suficiente para ter produzido um tsunami significativo. Como resultado do colapso do antigo cone do vulcão Ilha Branca, suspeita-se que ele tenha gerado um tsunami de 7 m de altura que inundou a costa da Baía de Plenty até 7 km para o interior entre 3000 e 2200 a.C.

## Vulcanologia

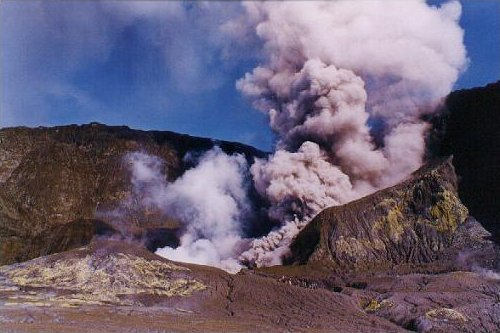
Respiradouro principal de Whakaari/Ilha Branca em 2000

Whakaari/Ilha Branca fica no extremo norte da zona vulcânica de Taupo, que forma o segmento mais ao sul do sistema de arco vulcânico Tonga–Kermadec–Taupo, que tem 2 800 km de extensão, e do sistema de bacias de arco posterior Lau Basin–Havre Trough–Ngatoro Basin.

### História geológica
Nos últimos milhares de anos, Whakaari/Ilha Branca tem sido o local de um sistema hidrotermal aberto e altamente reativo, que se expressa em fontes termais, piscinas de lama, fumarolas e lagos e riachos ácidos. O atual centro de atividade vulcânica e liberação de gases é um grande lago de cratera de águas ácidas ferventes localizado na subcratera ocidental. A mistura de águas marinhas, águas meteóricas e fluidos magmáticos quentes gera salmouras ácidas, com pH tão baixo quanto 2, que liberam gases e formam numerosos sistemas hidrotermais. O volume do lago de cratera de água ácida fervente, que ocupa a subcratera ocidental, parece variar conforme as mudanças nas condições meteorológicas e os níveis flutuantes de atividade hidrotermal.
Embora a atividade estromboliana tenha ocorrido do final da década de 1970 até meados da década de 1980, erupções explosivas em Whakaari/Ilha Branca são tipicamente freáticas ou freatomagmáticas. Os fluxos de lava e cinzas e os fluxos piroclásticos produzidos por erupções históricas e pré-históricas são andesíticos e dacíticos em composição. Essas erupções também produzem crateras discretas dentro de depósitos de preenchimento de crateras do cone Central. Entre 1826 e 2015, ocorreram pelo menos 28 erupções freáticas ou freatomagmáticas. Além disso, erupções pré-históricas também expulsaram lava. Os fluxos de lava dessas erupções pré-históricas são paredes de crateras expostas do cone Central. A atividade frequente e o fácil acesso de Whakaari/Ilha Branca atraem cientistas e vulcanólogos, além de muitos turistas. Por exemplo, este vulcão fornece um exemplo frequentemente estudado do tipo de sistema magmático-hidrotermal vulcânico envolvido na geração de depósitos de cobre porfirítico.

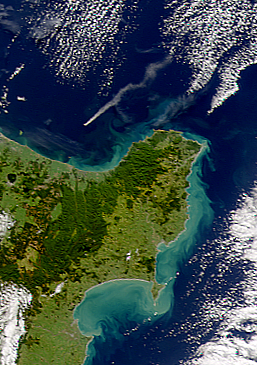
Pluma de erupção se estendendo para nordeste a partir de Whakaari/Ilha Branca, vista do espaço, em junho de 2000.

Vulcanologistas do Projeto GeoNet monitoram continuamente a atividade do vulcão por meio de câmeras de vigilância. Estacas de pesquisa, magnetômetros e equipamentos de sismografia para alertas antecipados de terremotos por rádio foram instalados nas paredes da cratera em 1976. Na maior parte do tempo, a atividade vulcânica é limitada a fumarolas fumegantes e lama fervente, mas as emissões de gases e cinzas são comuns, e a ilha normalmente está em um nível de alerta de 1 ou 2 em uma escala de 0 a 5; já que "o nível 2 é o nível de alerta mais alto antes que uma erupção ocorra e indica 'agitação vulcânica moderada a intensa' com 'potencial para riscos de erupção'."
Em março de 2000, três pequenas aberturas apareceram na cratera principal e começaram a expelir cinzas que cobriram a ilha com um pó cinza fino. Uma erupção em 27 de julho de 2000 cobriu a ilha com lama e escória e uma nova cratera apareceu. Grandes erupções entre 1981 e 1983 alteraram grande parte da paisagem da ilha e destruíram a floresta existente. A grande cratera criada naquela época agora contém um lago, cujo nível varia substancialmente.
Entre julho e agosto de 2012, a ilha mostrou sinais de aumento de atividade com o aumento dos níveis do lago e gás subindo de dentro da cratera. Em 5 de agosto de 2012, ocorreu uma pequena erupção, emitindo cinzas para o ar. Mais erupções se seguiram desde então.
A atividade vulcânica contínua e tremores em 25 de janeiro de 2013 sugeriram que outra erupção era iminente. Uma pequena erupção ocorreu em 20 de agosto de 2013 às 10h23min, com duração de dez minutos e produzindo principalmente vapor.
Uma erupção menor se iniciou em 11 de agosto de 2024. A erupção produziu uma pluma fraca com baixa concentração de cinzas vulcânicas. Em janeiro de 2025, o vulcão ainda emitia plumas de gás e vapor de fracas a moderadas em alguns dias.

#### Erupção em 2019

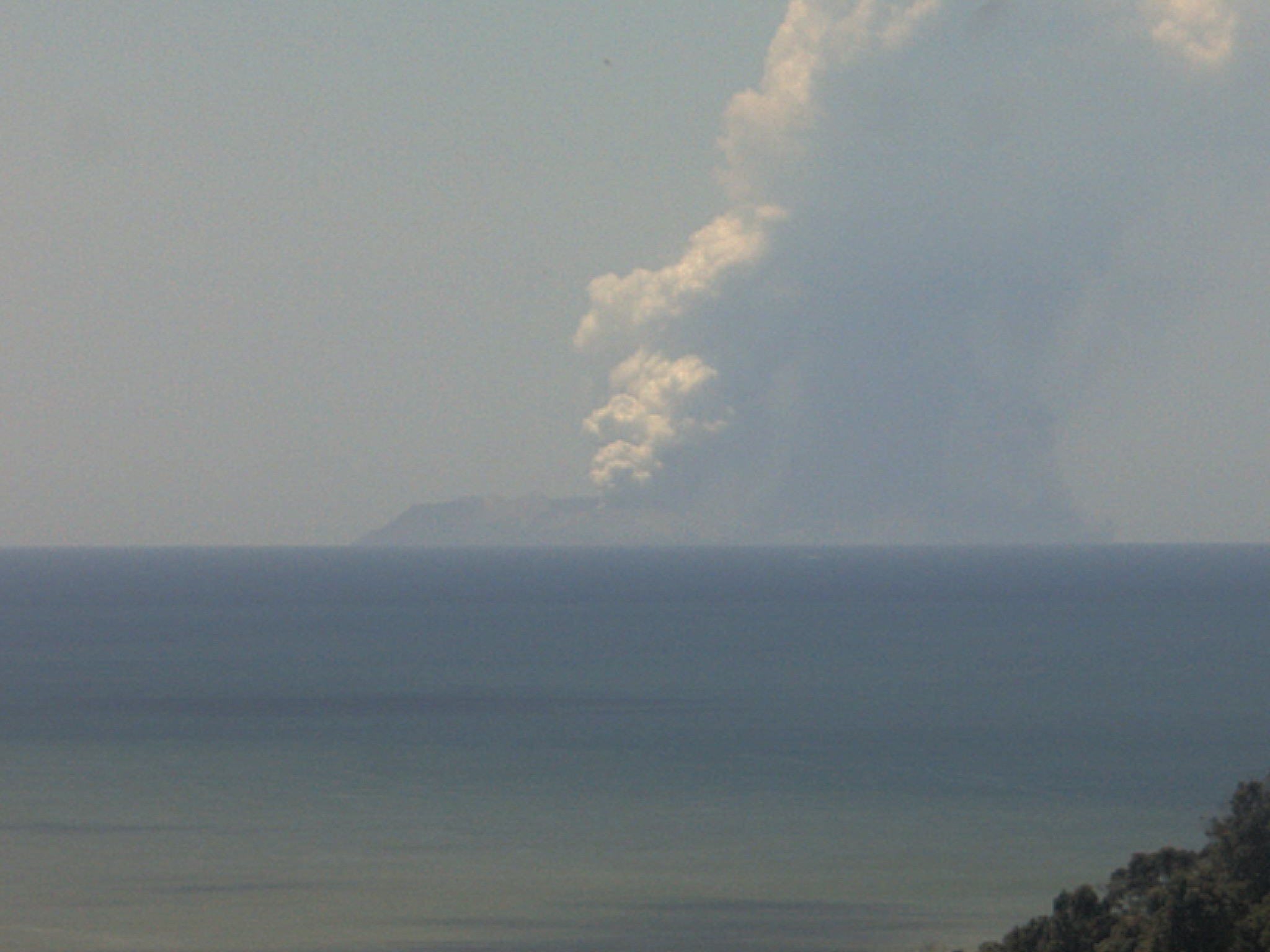
Vista da erupção de Whakaari/Ilha Branca a partir de Whakatane às 14h20min de 9 de dezembro de 2019, 9 minutos após o começo.

Em novembro de 2019, a atividade do vulcão aumentou com a ejeção de gás, vapor e lama a partir da cratera.
Em 9 de dezembro de 2019, às 14h11min pelo horário local (UTC+12), Whakaari/Ilha Branca entrou em erupção. Foi relatado que havia 47 visitantes na ilha quando a explosão ocorreu. 22 pessoas foram mortas, incluindo duas pessoas desaparecidas e confirmadas como mortas em 23 de janeiro de 2020, e mais 25 ficaram gravemente feridas, muitas em estado crítico. Os corpos de duas vítimas não foram recuperados e podem ter se perdido no mar. A atividade sísmica e vulcânica em andamento na área e as fortes chuvas que caíram horas depois do evento, bem como a baixa visibilidade e os gases tóxicos, dificultaram os esforços de recuperação.
O evento foi classificado como uma erupção freática: uma liberação de vapor e gases vulcânicos que causou uma explosão, lançando rochas e cinzas no ar. Pequenas emissões de cinzas foram observadas em 23 e 26 de dezembro de 2019, mas nenhuma outra erupção ocorreu. Observações visuais conduzidas em janeiro de 2020 mostraram que lava havia sido extrudada para dentro das aberturas criadas pela erupção de 9 de dezembro. Em 2023, a empresa Whakaari Management (WML), que realizava as visitas, foi considerada culpada pela justiça da Nova Zelândia, por não garantir condições de segurança e saúde aos turistas.

## História

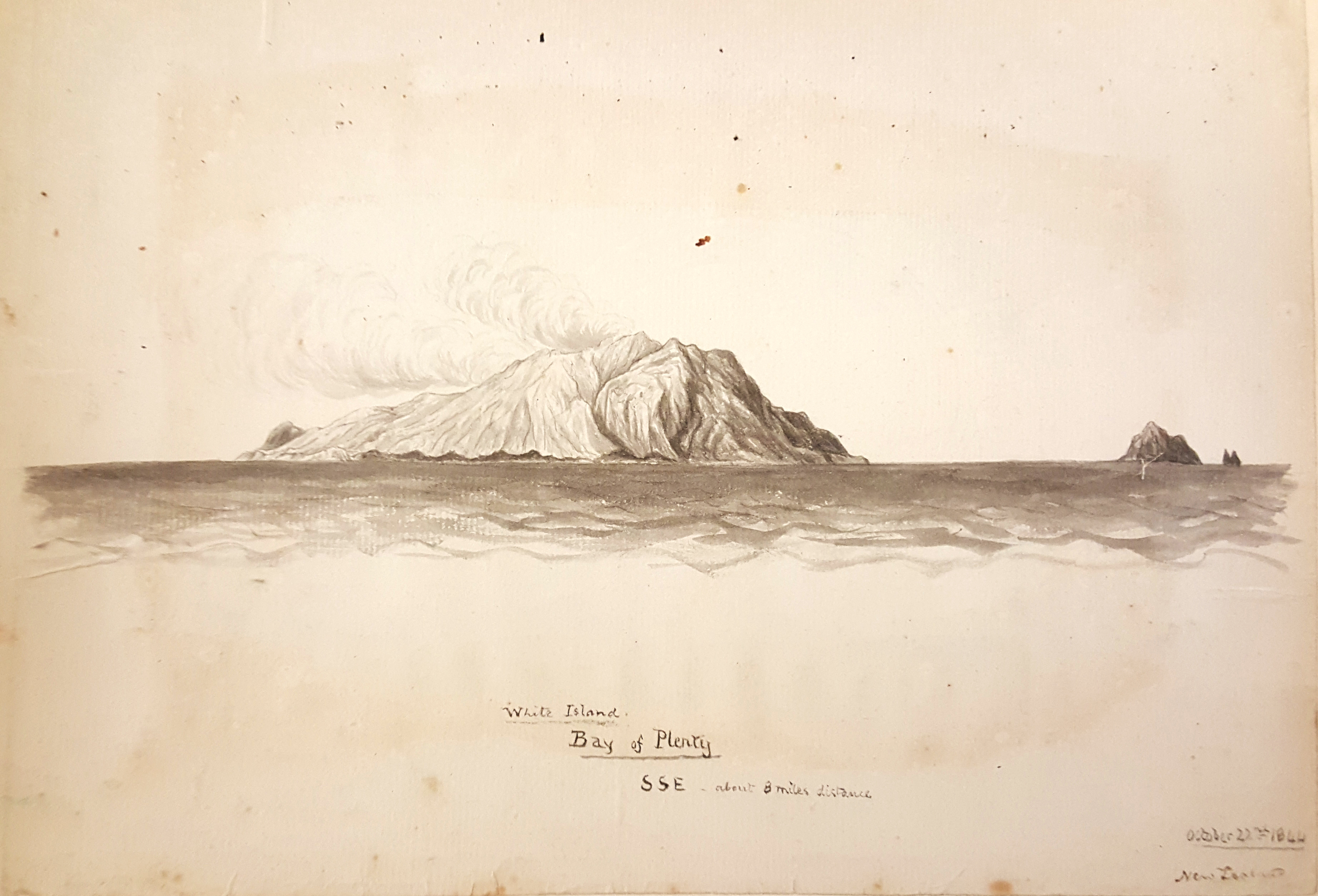
Whakaari/Ilha Branca, 22 de outubro de 1844, do álbum de desenhos compilado por T.E. Donne.

### Nome
O nome maori "Whakaari" é registrado em vários textos europeus do século XIX, com uma menção datada de 1849, embora a grafia varie, incluindo "Wakaari", "Whakari" e "Whaka ari". O nome Whakaari significa "tornar visível" ou "deixar à vista". O nome completo da ilha em maori é te puia whakaari, que significa "O Vulcão Dramático".
Whakaari foi nomeada "Ilha Branca" por James Cook em 1º de novembro de 1769. Cook observou em seu diário: "Eu a chamei de Ilha Branca porque sempre nos pareceu assim". Segundo o Land Information New Zealand (LINZ), esse nome veio das densas nuvens de vapor branco que emanam da ilha. Alternativamente, ele pode ter se referido aos depósitos de guano que antigamente cobriam o local. Embora Cook tenha navegado perto da ilha, ele não registrou que se tratava de um vulcão.
O nome oficial da ilha foi alterado de "Ilha Branca (Whakaari)" para "Whakaari/Ilha Branca" em 1997.

### Mitologia
Alguns mitos Maori descrevem Whakaari como parte da ascensão de Tongariro por Ngātoro-i-rangi. Em um relato, ele chamou seus ancestrais para se aquecer; o fogo foi aceso em Whakaari e trazido a ele. Outras versões desta história são semelhantes, mas são suas irmãs, ou os deuses, que lhe enviam calor de Whakaari.
Outras histórias dão hipóteses sobre a origem da ilha. Uma afirma que ela surgiu das profundezas depois que o deus Māui, tendo tocado o fogo pela primeira vez, ficou tão atordoado pela dor que ele imediatamente mergulhou na água para se recuperar; e neste lugar surgiu Whakaari. Outra conta que a Ilha Moutohora e Whakaari/Ilha Branca eram picos dos Montes Huiarau perto de Waikaremoana, mas tinham ciúmes uma da outra e correram em direção ao oceano, deixando para trás os rastros que agora formam o vale Whakatane e o vale Tauranga ou Te Waimana. Whakaari era mais rápido, então chegou à melhor posição onde está hoje.

### Indústria

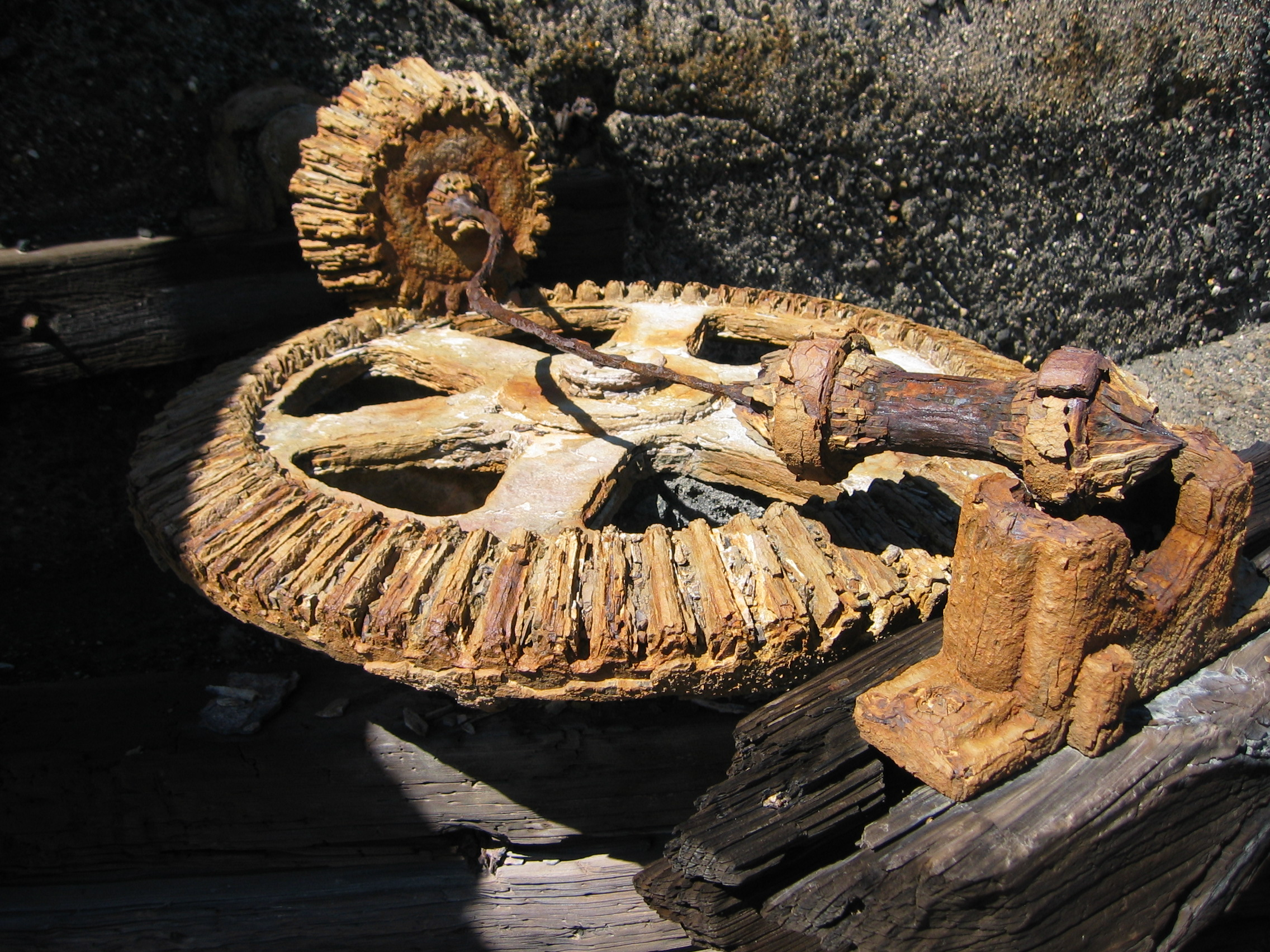
Máquinas corroídas em antiga mina de enxofre

Tentativas de extrair enxofre de Whakaari/Ilha Branca foram feitas em meados da década de 1880, novamente de 1898 a 1901 e depois de 1913 a 1914. Inicialmente a ilha era propriedade de John Wilson. A mineração foi interrompida em setembro de 1914, quando parte da borda oeste da cratera desmoronou, criando um lahar que matou todos os dez trabalhadores, que desapareceram sem deixar vestígios. Apenas um gato do acampamento sobreviveu, tendo sido encontrado alguns dias depois pela equipe do navio de reabastecimento e batizado de "Peter".

### Propriedade
A administração de Whakaari/Ilha Branca foi um dos dois primeiros casos ouvidos pelo Tribunal de Terras Nativas da Nova Zelândia (posteriormente renomeado para Tribunal de Terras Māori), sendo o outro a propriedade da vizinha Motuhora. Retireti Tapihana (Tapsell) abriu o caso em 1867, reivindicando a posse. Retireti era filho de Phillip Tapsell e Hine-i-tūrama Ngātiki. A propriedade foi concedida conjuntamente a Retireti Tapihana e sua irmã Katherine Simpkins.
Em 1874, a ilha foi vendida para John Wilson e William Kelly pelo espólio de Retireti Tapihana (Tapsell). Wilson e Kelly posteriormente a arrendaram para Stewart e Appleby, sediada em Auckland, mas depois que as condições do arrendamento não foram cumpridas, ela foi colocada para arrendamento novamente.
A ilha agora é propriedade privada do fundo da família Buttle, tendo sido comprada por George Raymond Buttle, um corretor da bolsa, em 1936. Mais tarde, Buttle se recusou a vendê-la ao governo, mas em 1952 ele concordou que fosse declarada uma reserva cênica privada. Em 2012, o título da ilha foi transferido para o Whakaari Trust, cujos acionistas são Peter, Andrew e James Buttle.

## Governo local
A ilha não está incluída no âmbito de um conselho de autoridade territorial (conselho distrital) e o Ministro do Governo Local é sua autoridade territorial, com apoio do Departamento de Assuntos Internos. As funções da autoridade territorial são limitadas, pois a ilha é desabitada, a terra não é desenvolvida e é de propriedade privada. A ilha está dentro dos limites do Conselho Regional da Baía de Plenty para funções de conselho regional.

## Vida natural
Whakaari/White Island é uma das principais colônias de reprodução de atobás-australianos da Nova Zelândia. Milhares de atobás vêm à ilha todos os anos para acasalar, criar filhotes e se alimentar dos peixes na água ao redor. Há pouca vegetação na ilha em si, mas algas marinhas crescem nas águas ao redor e os pais das aves as colhem para refrescar os filhotes. Um ornitólogo que visitou o local em 1912 encontrou cinco espécies e identificou quatro.
O BirdLife International declarou que a ilha é uma área importante para a preservação de aves por causa da nidificação das colônias de atobás-australianos.

## Acesso

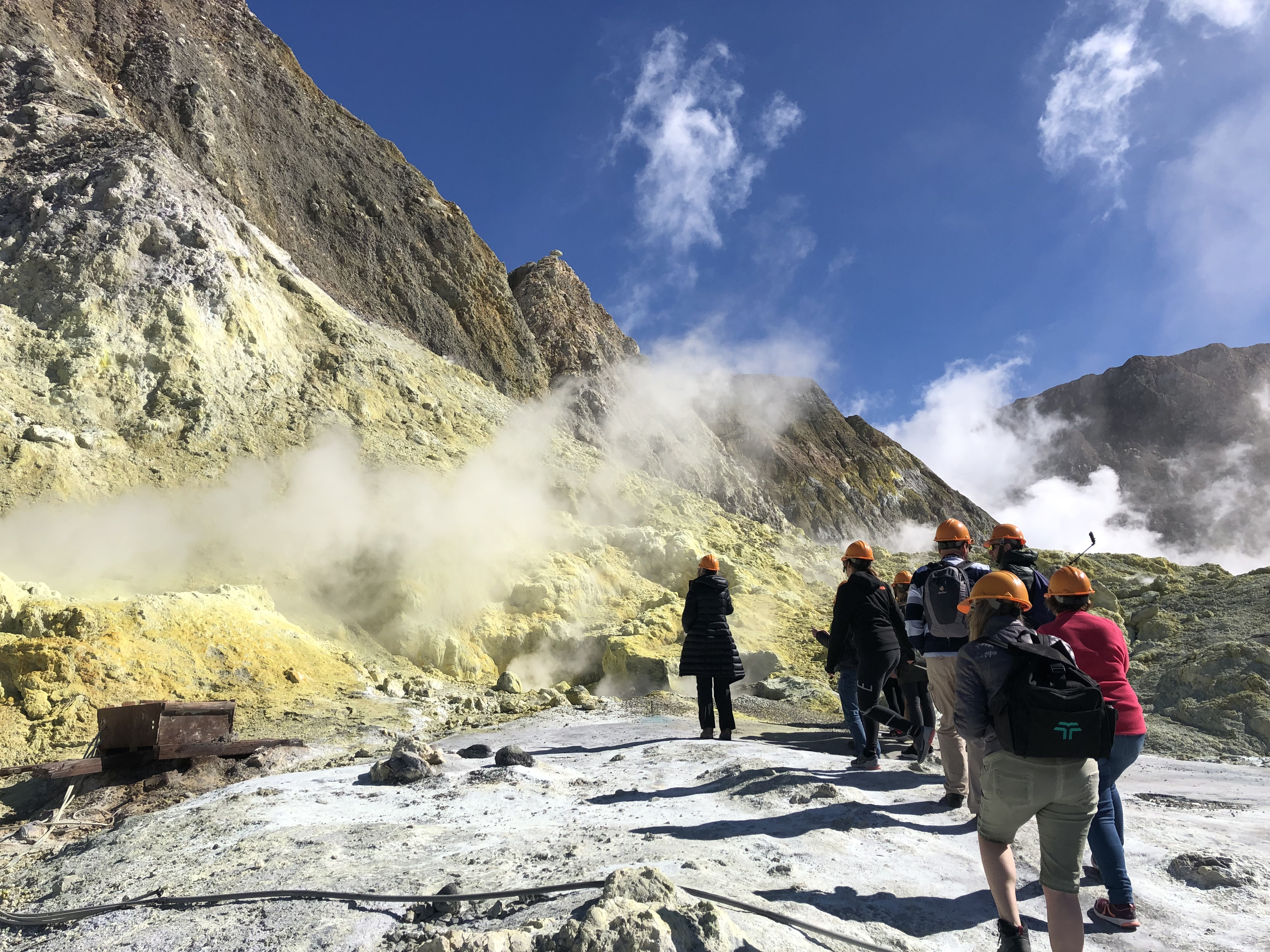
Turistas na ilha em abril de 2019

Whakaari/Ilha Branca é uma propriedade privada. Foi declarado reserva cênica privada em 1953 e está sujeito às disposições da Lei de Reservas de 1977. Visitantes não podem desembarcar sem permissão. No entanto, é facilmente acessível por operadores turísticos autorizados. Contudo, passeios terrestres pela ilha foram interrompidos após a erupção fatal de 2019.

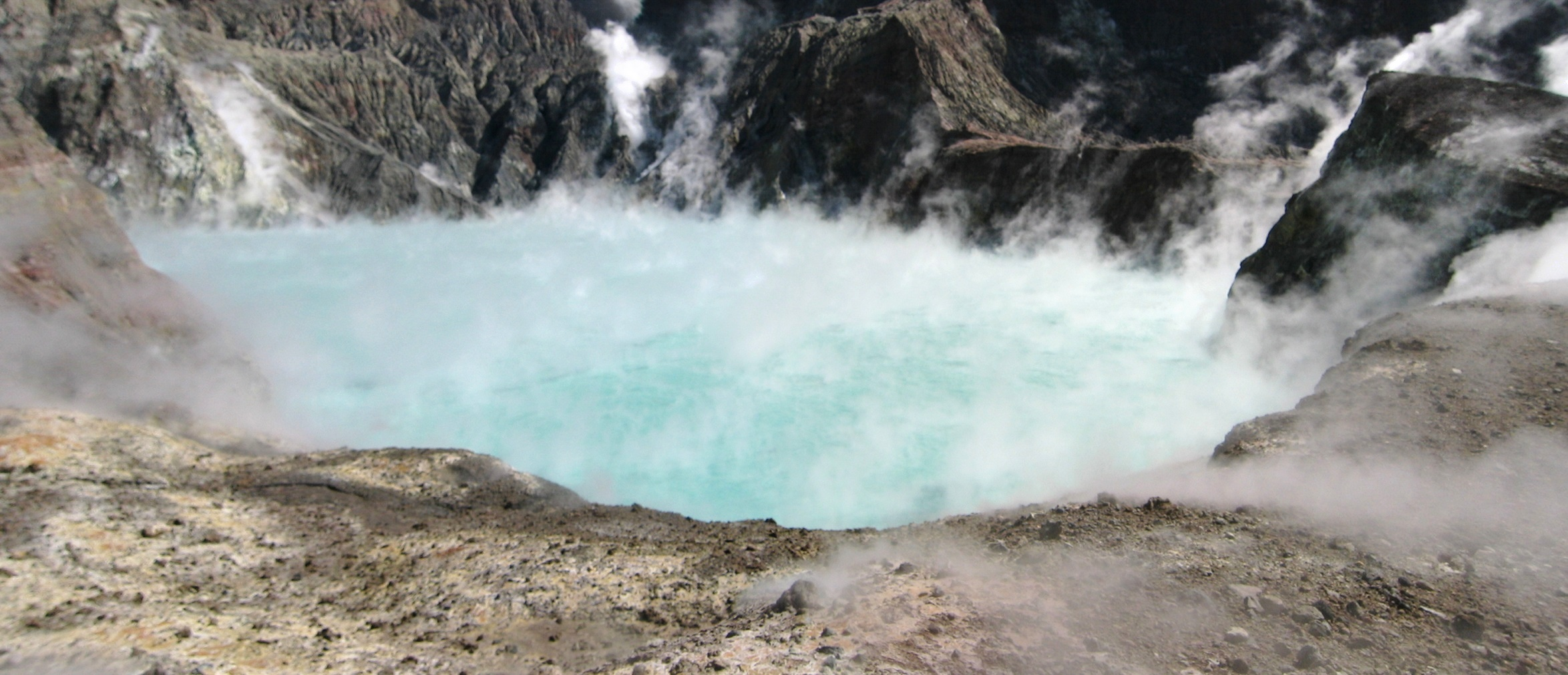
O lago da cratera em 2004
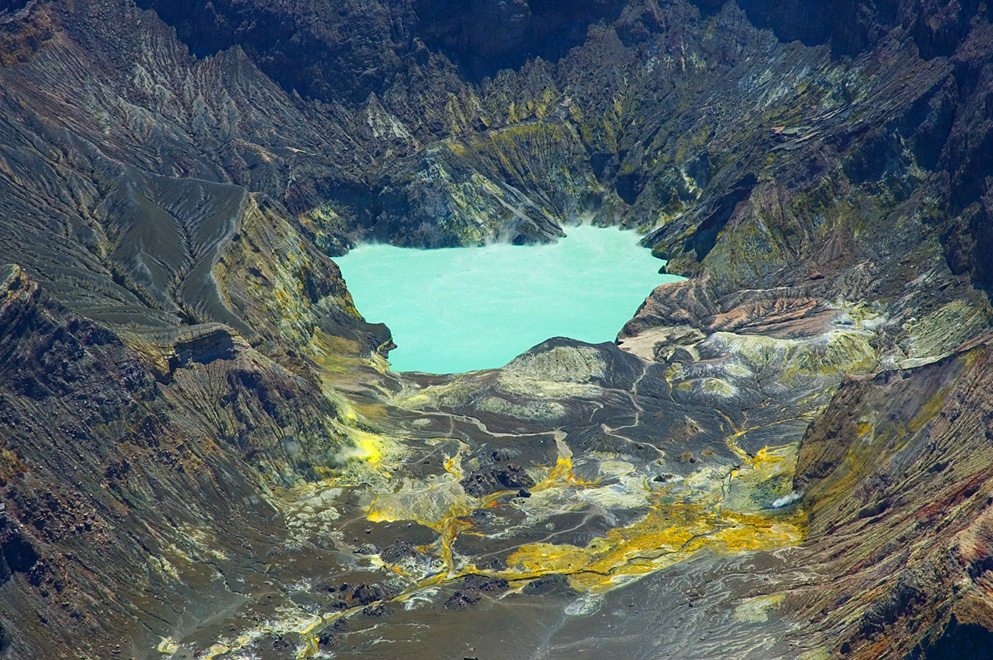
Vista aérea do lago da cratera em 2005
- Pequeno vídeo de fumarola sulfurosa na Ilha Branca